# Ken Smith (Basketballspieler)
Kenneth Wayne Smith (* 12. Juli 1953) ist ein ehemaliger US-amerikanischer Basketballspieler.

## Laufbahn
Smith, der in Basketballkreisen den Spitznamen „Grasshopper“ erhielt, spielte in seinem Heimatland am Lon Morris College im Bundesstaat Texas und anschließend von 1973 bis 1975 an der in Oklahoma gelegenen University of Tulsa. Der zwei Meter messende Flügelspieler schloss seine Zeit an der University of Tulsa in der Saison 1974/75 mit Mittelwerten von 20,9 Punkten und 11 Rebounds je Begegnung ab, mit beiden Werten war er innerhalb der Mannschaft führend.
Die Houston Rockets wählten Smith beim Draftverfahren der NBA im Jahr 1975 aus. Er wurde in der vierten Auswahlrunde als insgesamt 65. Spieler aufgerufen. Smith spielte in der Saison 1975/76 jedoch weder in Houston noch in der NBA, sondern wurde von den San Antonio Spurs in 19 Partien der American Basketball Association (ABA) eingesetzt. Er erreichte dabei einen Punkteschnitt von 4,3.
Smith spielte im späteren Verlauf seiner Profikarriere unter anderem in England, beim BBC Toptours Aarschot in Belgien und in Dänemark. Mit BMS nahm er 1988/89 und 1989/90 am Europapokal der Landesmeister teil. Er spielte ebenfalls eine Saison für Viby in Dänemark.
Als Trainer war Smith 1999/2000 Assistent bei BMS/Herlev in Dänemark, 2000 trat er bei derselben Mannschaft das Cheftraineramt an. Zuletzt war er dort 2006 als solcher tätig.